# Gardenisches Wicca

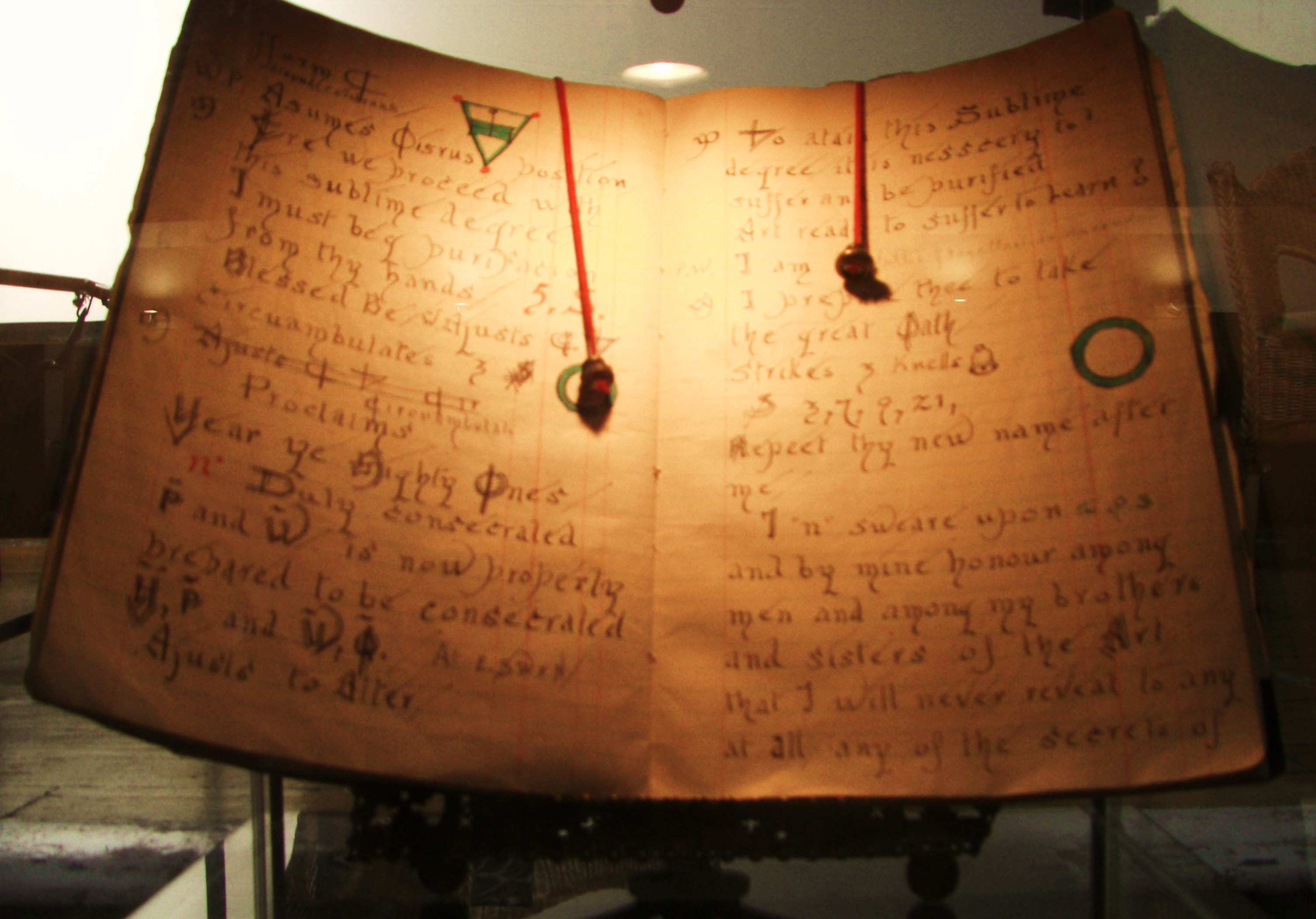
Ein Buch der Schatten aus dem Besitz von Gerald Gardner.

Gardenisches Wicca, auch Gardnerisches Wicca (im Englischen auch Gardnerian Wicca, oder Gardnerian Witchcraft), bezeichnet eine Tradition innerhalb der neopaganen Religion Wicca, welche sich auf Gerald Brosseau Gardner zurückführen lässt und zu den traditionellen Linien (BTW) gezählt wird.

## Etymologie
Es gibt im Deutschen bisher keine offizielle Übersetzung; sowohl die Bezeichnung Gardenisches-, als auch Gardnerisches Wicca sind geläufig. Die englische Bezeichnung „Gardnerian Wicca“ geht vermutlich auf Robert Cochrane zurück, welcher eine von ihm selbst gegründete Tradition von den Traditionen Gardners abgrenzen wollte.

## Besonderheiten der Tradition

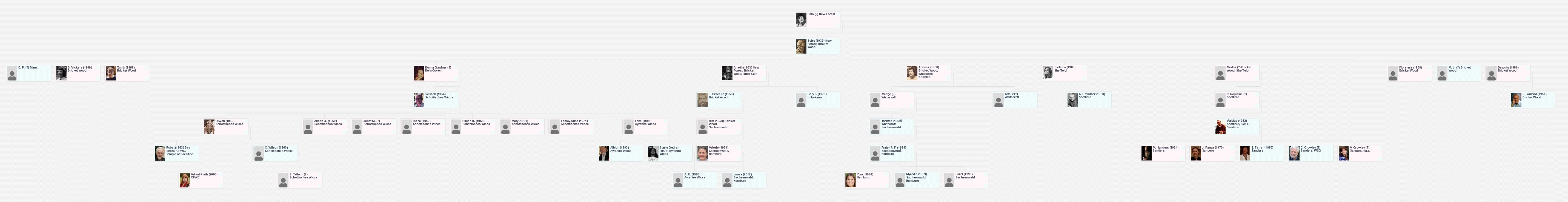
Initiationslinie eines deutschen Coven, zurückreichend auf Gerald Gardner.

### Coven und Initiationslinien
Im Gardenischen Wicca gibt es üblicherweise keine baulichen Anlagen, oder sonstige Andachtsstätten. Gläubige organisieren sich in so genannten Coven, welche eine Gruppe aus drei bis dreizehn Personen bilden. Erlangt ein Coven mehr als dreizehn Mitglieder, so ist er voll und teilt sich in zwei Gruppen, die fortan unabhängig voneinander existieren und jeweils einen eigenen Treffpunkt, den sogenannten Covenstand nutzen. Organisieren tut sich ein Coven relativ selbstständig, jedoch praktizieren alle Gardenischen Coven zumindest in ihren Grundsätzen dieselben Riten und Traditionen. Geleitet wird ein Coven von einer Hohepriesterin und einem Hohepriester. Darüber hinaus gibt es oft noch ein sogenanntes Konzil, welches beratend zur Seite steht und aus den ältesten oder erfahrensten Mitgliedern des Coven besteht.
Ins traditionelle Wicca, so auch das Gardenische, kann man nur durch eine Initiation aufgenommen werden. Obwohl mittlerweile wegen des Internets bereits viele ehemals geheime Traditionen öffentlich einsehbar sind, wird an der Tradition festgehalten, dass ein Initiant nach seiner Initiation entweder aus dem gemeinsamen Buch der Schatten des Coven, oder aus dem Buch der Schatten von Hohepriesterin und/oder Hohepriester bestimmte Teile abschreibt. Durch den Prozess der Initiation entsteht eine sogenannte Initiationslinie, welche wie ein Stammbaum in jeder traditionellen Gruppe auf Gerald Gardner zurückgeführt werden kann.

### Grade
Ein wesentlicher Unterschied vom Gardenischen Wicca gegenüber anderen Traditionen, wie der Alexandrischen, oder der Algard-Tradition ist, dass die drei Grade anders verteilt sind. Im Gardenischen Wicca wird man erst nach einem Jahr und einem Tag in den ersten Grad initiiert, wird dafür aber bereits dann als Priesterin, bzw. Priester angesehen. Mit dem zweiten Grad erreicht man bereits den Status Hohepriesterin, bzw. Hohepriester und darf theoretisch seinen eigenen Coven leiten. Im Gegensatz zu den meisten anderen Traditionen ist der dritte Grad im Gardenischen Wicca nur noch eine besondere Würdigung von Engagement und Wissen und stellt ansonsten keine eigenständige Rolle innerhalb eines Coven dar.

### Theologie

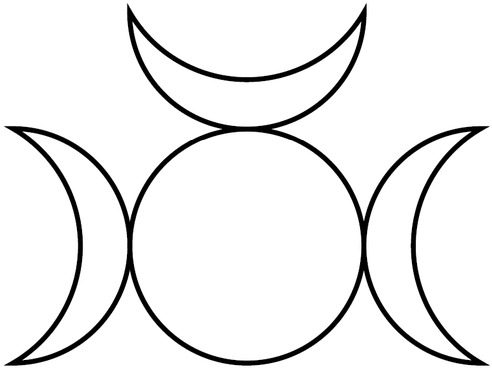
Symbol der Einheit von Göttin und Gott im Wicca.

Im Gardenischen Wicca werden, wie auch in den meisten anderen Traditionen, eine große Göttin und ein gehörnter Gott verehrt. Im Bricket Wood Coven und vielen weiteren Gardenischen Coven wird die Göttin auch Aradia und der Gott auch Cernunnos genannt.

### Ethik und Moral
Obgleich sich jeder Coven selbstständig organisiert, gleichen sich auch die Vorstellungen von Ethik und Moral untereinander sehr. Vor allem im Algard-Wicca, aber eben auch im Gardenischen Wicca wird das Hexencredo oft als zentrales Moral- und Ethikbild angesehen.